# Siamraptor suwati
Siamraptor suwati es la única especie conocida del género extinto Siamraptor de dinosaurio terópodo carcarodontosauriano, que vivió a mediados del período Cretácico, entre 120a 112 millones de años, durante el Aptiense, en lo que es hoy Asia. Sus fósiles se encontraron en la Formación Khok Kruat en Tailandia. Es la primera especie de carcarodontosauriano definitivo conocido del Sureste Asiático.

## Descripción

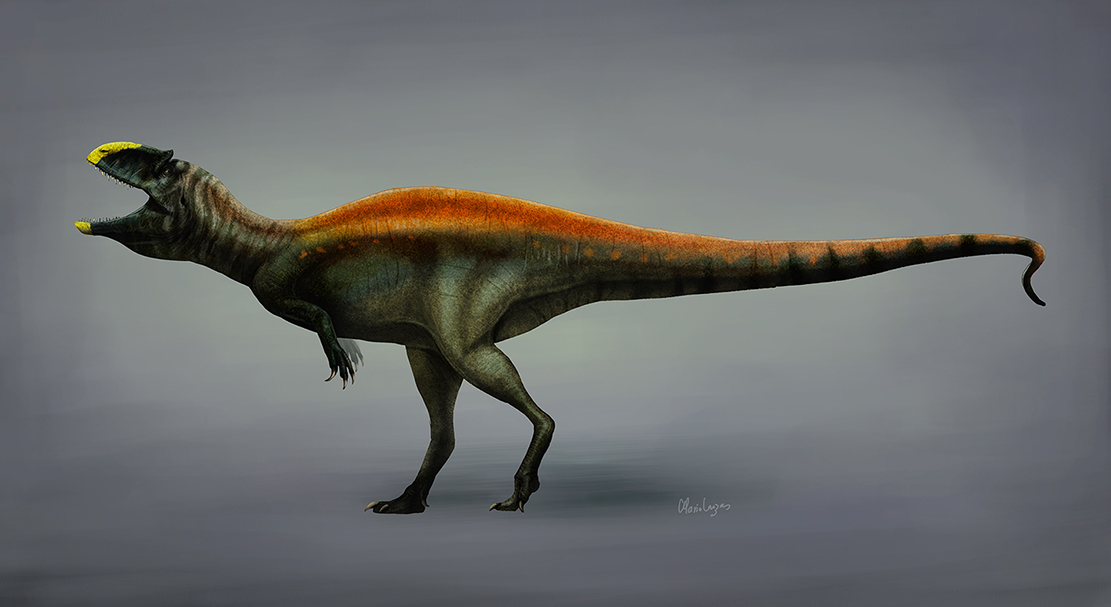
Representación artística de Siamraptor

La longitud corporal de Siamraptor ha sido estimada entre unos 7,9 a 8 metros, una altura de 2,4 metros y un peso de 1500 kilogramos.
Los autores de la descripción científica establecieron algunos rasgos distintivos. Estos son autapomorfias, o características únicas derivadas, en relación con los Allosauroidea. El hueso yugal tiene un borde inferior que es recto en lugar de convexo u ondulado mientras que el ramo frontal es alto, incluso bajo la cuenca ocular. El hueso surangular tiene una perforación profunda oval en la parte posterior de dicho hueso y cuatro forámenes posteriores surangulares, mientras que otros terópodos poseían como mucho dos. Un largo y estrecho surco corre a lo largo de la sutura entre surangular y el prearticular. La muesca en la sutura entre el articular y el prearticular está perforada por un foramen. La vértebra frontal del cuello posee un foramen neumático adicional que excava la parapófisis, el contacto inferior con la costilla. Las vértebras del cuello y las posteriores dorsales poseen pequeños forámenes aparejados en la base de la espina neural.

## Descubrimiento e investigación
Entre 2007 a 2009, el Proyecto de Dinosaurios Japón-Tailandia llevó a cabo excavaciones en el pueblo de village of Saphan Hin, en el subdistrito de Suranaree, Distrito de Mueang Nakhon Ratchasima, en la provincia de Nakhon Ratchasima. Los hallazgos incluyeron huesos de un terópodo nuevo para la ciencia.
En 2019, la especie tipo Siamraptor suwati fue nombrada y descrita por Duangsuda Chokchaloemwon, Soki Hattori, Elena Cuesta, Pratueng Jintasakul, Masateru Shibata y Yoichi Azuma. El nombre del género deriva de "Siam", el antiguo nombre de Tailandia, junto al término en latín raptor, "ladrón". El nombre de la especie es en honor de Suwat Liptapanlop, quien ha apoyado al Instituto de Investigación de Madera petrificada y recursos minerales del Noreste.
El espécimen holotipo, NRRU-F01020008, fue hallado en una capa de la Formación Khok Kruat Formation que data del Aptiense. Consiste en la parte posterior derecha de la mandíbula que incluye los huesos surangular, prearticular y articular. Material adicional referido a S. suwati comprende los restos aislados de al menos tres individuos, principalmente fragmentos craneanos y de la mandíbula así como un ungual de la mano, una serie de tres vértebras cervicales, dos isquiones parciales, una vértebra caudal, dos centros de vértebras dorsales y una espina neural, una tibia parcial y una falange del pie izquierdo.
Se han asignado varios fósiles a la especie. Se refieren a las muestras NRRU-F01020001, NRRU-F01020002 y NRRU-F01020003, tres praemaxilares derechos. NRRU-F01020004, hueso maxilar derecho. NRRU-F01020005, hueso maxilar izquierdo. NRRU-F01020006, un hueso cigomático izquierdo. NRRU-F01020007, NRRU-F01020009 y NRRU-F01020010, tres partes posteriores de la mandíbula inferior izquierda. NRRU-F01020011, NRRU-F01020012 y NRRU-F01020013, tres vértebras cervicales anteriores. NRRU-F01020014, NRRU-F01020015 y NRRU-F01020016, tres vértebras de la epalda. NRRU-F01020017, vértebra de la cola media. NRRU-F01020018, una garra de mano. NRRU-F01020019 y NRRU-F01020020, dos isquiones derechos. NRRU-F01020021, la parte inferior de una tibia derecha y NRRU-F01020022, la primera falange del cuarto dedo del pie izquierdo. Los fósiles asignados representan al menos tres individuos de diferentes tamaños. Fueron asignados a la especie.

## Clasificación
Siamraptor se colocó en la Carcharodontosauria dentro de la Allosauroidea en 2019 , en una posición muy basal. Esto convertiría a Siamraptor en el primer carcharodontosaurio nombrado del sudeste asiático. Su existencia, según Ezcurra y Agnolin, indicaría que las masas de tierra de Laurasia estaban conectadas hasta el Barremiense, aunque la posición muy basal no descarta estrictamente el aislamiento temprano.